# Pogonatum peruvianum
Pogonatum peruvianum är en bladmossart som beskrevs av Jean Édouard Gabriel Narcisse Paris 1900. Pogonatum peruvianum ingår i släktet grävlingmossor, och familjen Polytrichaceae. Inga underarter finns listade i Catalogue of Life.